# 李友聞
李友聞（1408年—？），字進明，直隸徽州府祁門縣人，軍籍。明朝政治人物。同進士出身。

## 生平
正統三年（1438年）戊午科應天府鄉試第三十名。正統十年（1445年）乙丑科會試第一百二十二名，殿試登進士第三甲第二十名。

## 家族
曾祖李均亮。祖父李子遜。父李思賢。